# Scopus-hegy
A Scopus-hegy (héberül: הַר הַצּוֹפִים, Har HaTsofim, angolul: Mount Scopus, arabul: جبل المشارف Ǧabal al-Mašārif) 826 m magas hegy Jeruzsálem északkeleti részén.
Az 1948-as arab–izraeli háború és az 1967-es hatnapos háború között egy ENSZ által védett izraeli exklávé volt Jordánia területén belül. Ma Jeruzsálem közigazgatási határain belül található.
Itt áll a Jeruzsálemi Héber Egyetem egyik kampusza.

## Közlekedés
2015-ben jelentették be a jeruzsálemi villamos 2-es (zöld) vonalának megépítését, mely Gilo és a Jeruzsálemi Héber Egyetem Scopus-hegyi kampusza között vezet majd.

## Fordítás
- Ez a szócikk részben vagy egészben a Mount Scopus című angol Wikipédia-szócikk ezen változatának fordításán alapul.  Az eredeti cikk szerkesztőit annak laptörténete sorolja fel. Ez a jelzés csupán a megfogalmazás eredetét és a szerzői jogokat jelzi, nem szolgál a cikkben szereplő információk forrásmegjelöléseként.